# Pseudocorynopoma
Pseudocorynopoma is een geslacht van straalvinnige vissen uit de familie van de karperzalmen (Characidae).

## Soorten
- Pseudocorynopoma doriae Perugia, 1891
- Pseudocorynopoma heterandria Eigenmann, 1914